# Notturno (miniserie televisiva austriaca)
Notturno  (Mit meinen heißen Tränen) è una miniserie televisiva del 1986 diretta da Fritz Lehner.